# Hillbilly Jim
Jim Morris, maggiormente conosciuto con il ring name Hillbilly Jim (Bowling Green, 5 luglio 1952), è un ex wrestler statunitense.
Nonostante la forte popolarità negli anni ottanta, Jim non è mai riuscito a vincere un titolo importante ma è stato premiato nel 2018 con l'ingresso nella WWE Hall of Fame.

## Carriera
Prima di debuttare in WWF (ora WWE) con il ring name Hillbilly Jim e la gimmick del "campagnolo", Morris lottò nella Continental Wrestling Association di Memphis, con il nome di Harley Davidson, una sorta di biker. In CWA, Morris formò un popolare tag team con Roger Smith, che utilizzava il nome d'arte "Dirty Rhodes" per la sua notevole somiglianza fisica con il più celebre Dusty Rhodes.
A fine 1984, Morris apparve inizialmente in WWF come un fan di wrestling che andava ad assistere agli incontri ed occasionalmente decideva di salire sul ring per provare a combattere. Furono mandate in onda varie scenette durante i programmi WWF nelle prime settimane del 1985, dove Hulk Hogan allenava Jim e gli faceva dono dei suoi primi stivali da lottatore. Ciò introdusse il personaggio di Hillbilly Jim; un sempliciotto dal cuore tenero, un campagnolo barbuto che vestiva con salopette di jeans e portava un cappellaccio da contadino. Hillbilly Jim apparve in qualche match di coppia insieme all'amico Hulk Hogan, ed ebbe il suo primo incontro importante nel corso dell'evento The War to Settle the Score svoltosi il 18 febbraio 1985, dove sconfisse Rene Goulet. Sfortunatamente, Morris si infortunò pochi giorni dopo.
Durante uno show a San Diego, apparve nell'angolo di Hogan in un match che vedeva contrapposto l'Hulkster a Brutus Beefcake. Mentre rincorreva il manager di Beefcake Johnny V intorno al ring, Morris scivolò sul pavimento bagnato dell'arena rompendosi una gamba per davvero. La riabilitazione completa si ebbe solo dopo sette lunghi mesi di convalescenza. Tornato alla carriera sul ring, il suo momento d'oro era però ormai passato. Venne spesso impiegato come avversario di grandi monster heel dell'epoca, come Big John Studd e King Kong Bundy. Ebbe anche un breve feud con Mr. Fuji, ma non ebbe mai occasioni per un titolo.
Hillbilly Jim veniva generalmente considerato come personaggio "divertente" per i più piccoli, raramente coinvolto in storyline serie o importanti. La sua unica apparizione a WrestleMania al di fuori di battle royal fu un match a WrestleMania III disputato contro King Kong Bundy e vari wrestler nani. La sua theme music era un brano ruspante intitolato Don't Go Messin' With a Country Boy, sulle cui note spesso Morris si metteva a danzare battendo le mani.
Hillbilly Jim continuò ad apparire regolarmente in WWF fino all'estate del 1990. Il suo ultimo match di rilievo fu contro Earthquake a Saturday Night's Main Event dell'aprile '90, che però perse in meno di due minuti. Ritornò nel dicembre 1995 come arbitro ospite e un mese dopo divenne il manager di Henry O. e Phineas I. Godwinn, i "cugini" allevatori di maiali. Quando però i Godwinns divennero degli heel nella primavera del 1997, Hillbilly Jim non fu più loro manager. Da lì in poi Morris iniziò a lavorare dietro le quinte in WWF/E viaggiando in giro per il mondo rappresentando la federazione per la Coliseum Video prima e poi per la Sony Videos, case distributrici dei video WWE. Successivamente Morris prese parte alla "Gimmick Battle Royal" a WrestleMania X-Seven del 2001 riesumando il personaggio di Hillbilly Jim.
Il 6 aprile 2018 Jim è stato ufficialmente introdotto nella WWE Hall of Fame da Jimmy Hart.

## Personaggio

### Mosse finali
- Bearhug[2]

### Wrestler assistiti
- Cousin Junior
- Cousin Luke
- The Godwinns
- Uncle Elmer

## Titoli e riconoscimenti
- Pro Wrestling Illustrated
  - 298º tra i 500 migliori wrestler singoli nella PWI 500 (2003)

- WWE
  - WWE Hall of Fame (classe del 2018)